# Gerasa

Mapa de la Decápolis mostrando la localización de Gerasa (Jerash).

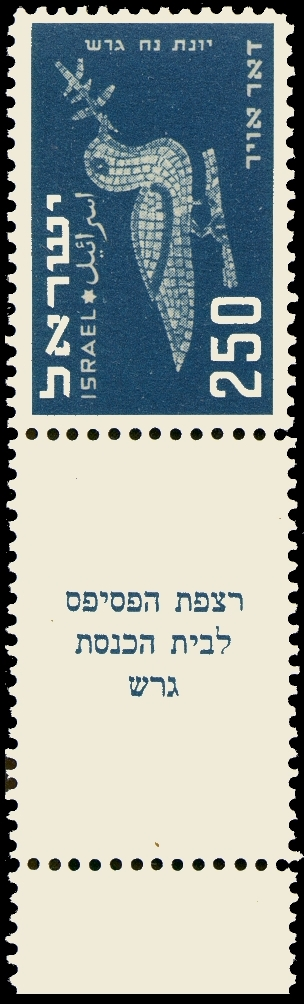
La paloma de Noé, motivo del mosaico de la Sinagoga de Gerasa.

Gerasa  (en griego antiguo: Γέρασα, romanizado: Gérasa), ahora más conocida como Jerash (en árabe: جرش‎, romanizado: Ǧaraš), es el nombre de una antigua ciudad de la Decápolis. Sus ruinas representan una de las ciudades romanas más importantes y mejor conservadas del Próximo Oriente, al noroeste de Jordania.

## Historia
Recientes excavaciones muestran que Gerasa ya estaba habitada durante la Edad del Bronce y la Edad del Hierro (3200 a. C. - 1200 a. C.). Después de la conquista romana, en el año 63 a. C., Gerasa y sus contornos fueron anexionados a la provincia romana de Siria, y más tarde se integró en la Decápolis. En 90 d. C. se incorporó a la provincia de Arabia, que incluía la ciudad de Filadelfia (actual Amán). Los romanos garantizaron la paz y la seguridad en el área, lo que permitió a sus habitantes dedicar su tiempo y sus energías al desarrollo económico y a la construcción. 
En la segunda mitad del siglo I, la ciudad de Gerasa alcanzó una gran prosperidad. Aquí nació el matemático Nicómaco de Gerasa. En 106 el emperador Trajano construyó calzadas que atravesaban las provincias, por lo que se incrementó, durante los años 129-130, el comercio en la ciudad. Adriano visitó Gerasa y una inscripción en latín registra la dedicatoria religiosa hecha por los miembros de la guardia imperial que invernaron allí. El arco de triunfo –o arco de Adriano– fue erigido para solemnizar la visita. Gerasa está considerado uno de los sitios más grandes y mejor conservados de la arquitectura romana en el mundo fuera de Italia.
Bajo los cimientos de una iglesia bizantina que fue construida en Gerasa en el año 530, se descubrió un piso de mosaico con inscripción en hebreo, que se cree que en alguna vez cumplió como una sinagoga. La ciudad alcanzó un tamaño intramuros de 800 000 metros cuadrados. En el año 614, la invasión persa fue la causa del rápido declinar de Gerasa. Sin embargo, la ciudad conoció un nuevo período de esplendor durante la época omeya, como han demostrado recientes excavaciones. En 746, un gran terremoto destruyó gran parte de Gerasa y sus alrededores. Durante la época de las cruzadas, algunos de sus monumentos fueron convertidos en fortalezas, entre ellos el Templo de Artemisa. Balduino II de Jerusalén, capturó y quemó la fortaleza en los años 1121-1122. Las caras interiores de las paredes del templo todavía muestran claramente el efecto del gran incendio. Entonces, los cruzados inmediatamente abandonaron Gerasa y se retiraron a Sakib (Seecip); el límite oriental del asentamiento.
Continuaron existiendo pequeños asentamientos en la ciudad durante las épocas de los ayubíes, mamelucos y otomanos, y en 1878 se instalaron en su territorio circasianos procedentes de Asia Central. Desde la década de 1920, las excavaciones y restauraciones de la ciudad han sido casi continuas. Las llevadas a cabo desde 2011 han arrojado luz sobre el período islámico medio, ya que descubrimientos recientes han mostrado una gran concentración de estructuras y cerámica medievales islámicas/mamelucas.

## Clima
| Parámetros climáticos promedio de Gerasa, Jordania (648M) | Parámetros climáticos promedio de Gerasa, Jordania (648M) | Parámetros climáticos promedio de Gerasa, Jordania (648M) | Parámetros climáticos promedio de Gerasa, Jordania (648M) | Parámetros climáticos promedio de Gerasa, Jordania (648M) | Parámetros climáticos promedio de Gerasa, Jordania (648M) | Parámetros climáticos promedio de Gerasa, Jordania (648M) | Parámetros climáticos promedio de Gerasa, Jordania (648M) | Parámetros climáticos promedio de Gerasa, Jordania (648M) | Parámetros climáticos promedio de Gerasa, Jordania (648M) | Parámetros climáticos promedio de Gerasa, Jordania (648M) | Parámetros climáticos promedio de Gerasa, Jordania (648M) | Parámetros climáticos promedio de Gerasa, Jordania (648M) | Parámetros climáticos promedio de Gerasa, Jordania (648M) |
| Mes                                                       | Ene.                                                      | Feb.                                                      | Mar.                                                      | Abr.                                                      | May.                                                      | Jun.                                                      | Jul.                                                      | Ago.                                                      | Sep.                                                      | Oct.                                                      | Nov.                                                      | Dic.                                                      | Anual                                                     |
| --------------------------------------------------------- | --------------------------------------------------------- | --------------------------------------------------------- | --------------------------------------------------------- | --------------------------------------------------------- | --------------------------------------------------------- | --------------------------------------------------------- | --------------------------------------------------------- | --------------------------------------------------------- | --------------------------------------------------------- | --------------------------------------------------------- | --------------------------------------------------------- | --------------------------------------------------------- | --------------------------------------------------------- |
| Temp. máx. media (°C)                                     | 12.9                                                      | 14.3                                                      | 17.2                                                      | 22.2                                                      | 27.3                                                      | 30.2                                                      | 31.3                                                      | 31.4                                                      | 30.0                                                      | 26.7                                                      | 21                                                        | 14.7                                                      | 23.3                                                      |
| Temp. mín. media (°C)                                     | 4.1                                                       | 4.8                                                       | 6.6                                                       | 10.1                                                      | 14                                                        | 16.9                                                      | 18.7                                                      | 19.1                                                      | 17.2                                                      | 14                                                        | 9.5                                                       | 5.6                                                       | 11.72                                                     |
| Precipitación total (mm)                                  | 92                                                        | 91                                                        | 66                                                        | 19                                                        | 5                                                         | 0                                                         | 0                                                         | 0                                                         | 0                                                         | 7                                                         | 38                                                        | 75                                                        | 393                                                       |
| Fuente: climate Data                                      |                                                           |                                                           |                                                           |                                                           |                                                           |                                                           |                                                           |                                                           |                                                           |                                                           |                                                           |                                                           |                                                           |

## Arqueología

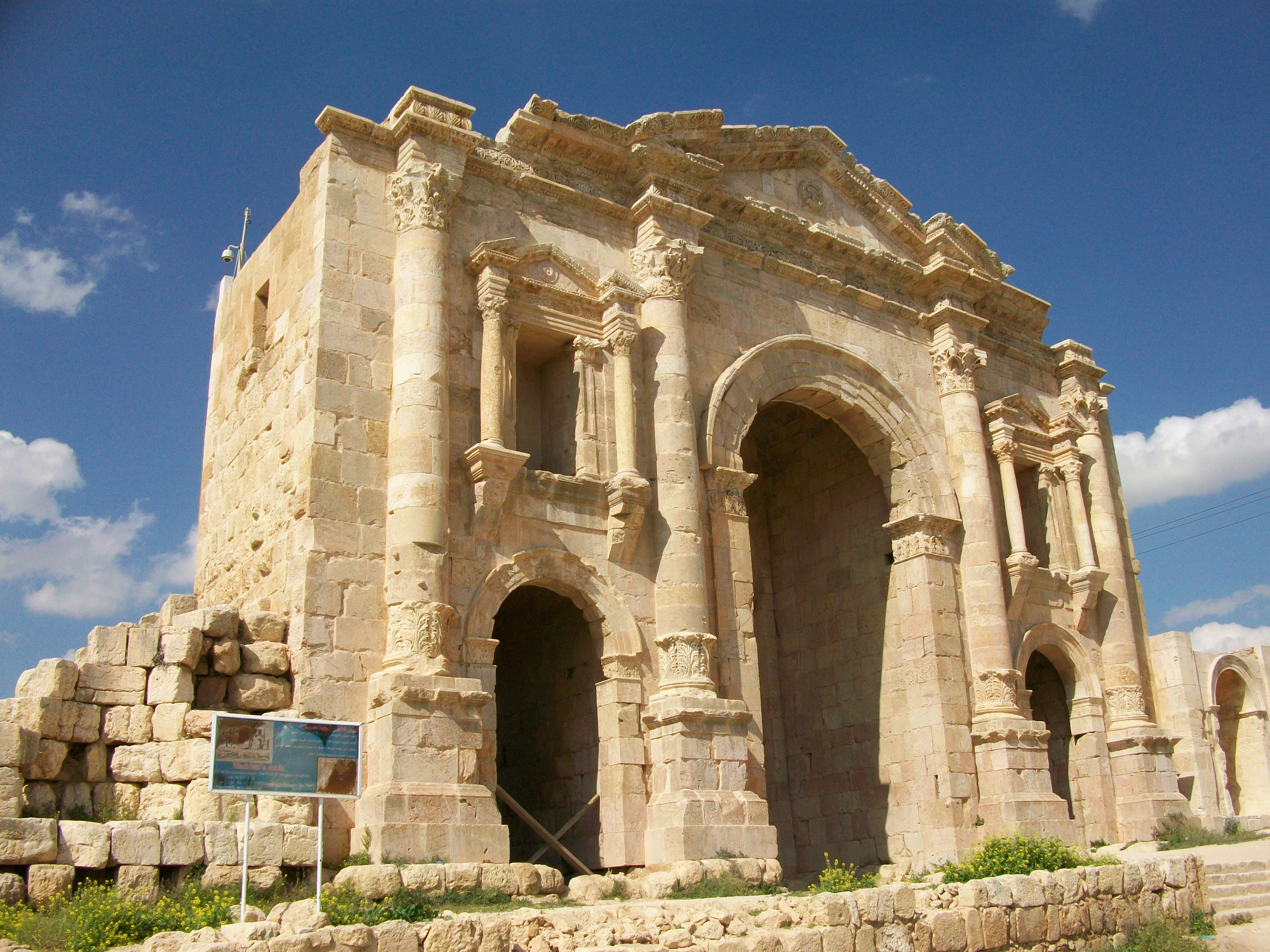
Arco de Adriano, puerta principal a las ruinas romanas de Gerasa, Jordania.

En agosto de 2015, un equipo de excavación arqueológica de la Universidad de Jordania desenterró dos cráneos humanos que datan del período Neolítico (7500-5500 a. C.) en un sitio en Gerasa, que constituye una sólida evidencia de la habitabilidad de Jordania en ese período, especialmente con el existencia del asentamiento neolítico Ain Ghazal en Amán.
La importancia del descubrimiento radica en la rareza de los cráneos, ya que los arqueólogos estiman que un máximo de doce sitios en todo el mundo contienen restos humanos similares.

## Monumentos
Los monumentos más destacados de la ciudad son: el Arco de Adriano, el circo/hipódromo, dos inmensos templos dedicados a Zeus y Ártemis, el Foro, de forma oval, y rodeado por una hermosa columnata; una larga avenida columnada, dos teatros (el gran Teatro del Sur y el más pequeño Teatro del Norte), dos baños, varios templos de menor importancia y unas murallas casi completas. La mayor parte de estos monumentos fueron construidos gracias a donaciones de los habitantes más ricos de la ciudad. Desde 350 hubo en la ciudad una importante comunidad cristiana y entre 400 y 600 se construyeron más de trece iglesias, muchas de ellas con ricos suelos de mosaico. La catedral fue construida en el siglo IV. Por la calidad y grado de conservación de sus restos arqueológicos, se ha llamado a Gerasa "la Pompeya asiática". Es la segunda principal atracción turística de Jordania, después de Petra.

## Gerasa moderna
Gerasa se ha desarrollado extraordinariamente en el último siglo con la creciente importancia de la industria del turismo en la ciudad. Es ahora la segunda atracción turística más popular en Jordania, muy cerca de las espléndidas ruinas de Petra. En el lado oeste de la ciudad, que contenía la mayoría de los edificios representativos, las ruinas se han preservado cuidadosamente y se han salvado de la invasión, con la ciudad moderna extendiéndose al este del río que una vez dividió a la antigua Gerasa en dos. Recientemente, la ciudad se ha expandido para incluir muchas de las áreas circundantes.

### Evolución demográfica
Gerasa se convirtió en un destino para muchas oleadas sucesivas de migrantes extranjeros. La primera ola comenzó a finales del siglo XIX con grupos de circasianos, seguidos durante la primera mitad del siglo XX por los sirios, todos acampando cerca de las antiguas ruinas. Los nuevos inmigrantes han sido acogidos por la gente local y se establecieron en la ciudad que se reemergía. Más tarde, Gerasa también fue testigo de oleadas de refugiados palestinos que llegaron a la ciudad entre 1948 y 1967.
Tiene la ciudad una población étnicamente diversa, y la mayoría son árabes. Circasianos y armenios también viven allí en un pequeño porcentaje. La mayoría de la población de Jerash son musulmanes. Sin embargo, el porcentaje de cristianos (ortodoxos y católicos) es ligeramente más alto que algunas otras ciudades en Jordania.
De acuerdo con el censo nacional de Jordania de 2004, la población de la ciudad era de 31 650 y se clasificó como el 14° municipio más grande de Jordania. Según el último censo nacional en 2015, la población de la ciudad era de 50 745, mientras que la población de la provincia era de 237 059.

## Turismo
El número de turistas que visitaron la antigua ciudad de Gerasa alcanzó 214 000 durante 2005. El número de turistas no jordanos fue de 182 000 el año pasado, y la suma de los cargos de entrada alcanzó JD 900 000. El Festival de Cultura y Artes de Jerash es una celebración anual de la cultura árabe e internacional durante los meses de verano. Jerash se encuentra a 48 km al norte de la ciudad capital de Amán. El sitio del festival se encuentra dentro de las antiguas ruinas de Gerasa, algunas de las cuales datan de la época romana (63 aC). El Festival de Jerash presenta recitales de poesía, representaciones teatrales, conciertos y otras formas de arte.  En 2008, las autoridades lanzaron el Festival de Jordania, un evento nacional orientado a temas en el que Festival de Jerash se convirtió en un competidor.

## Galería

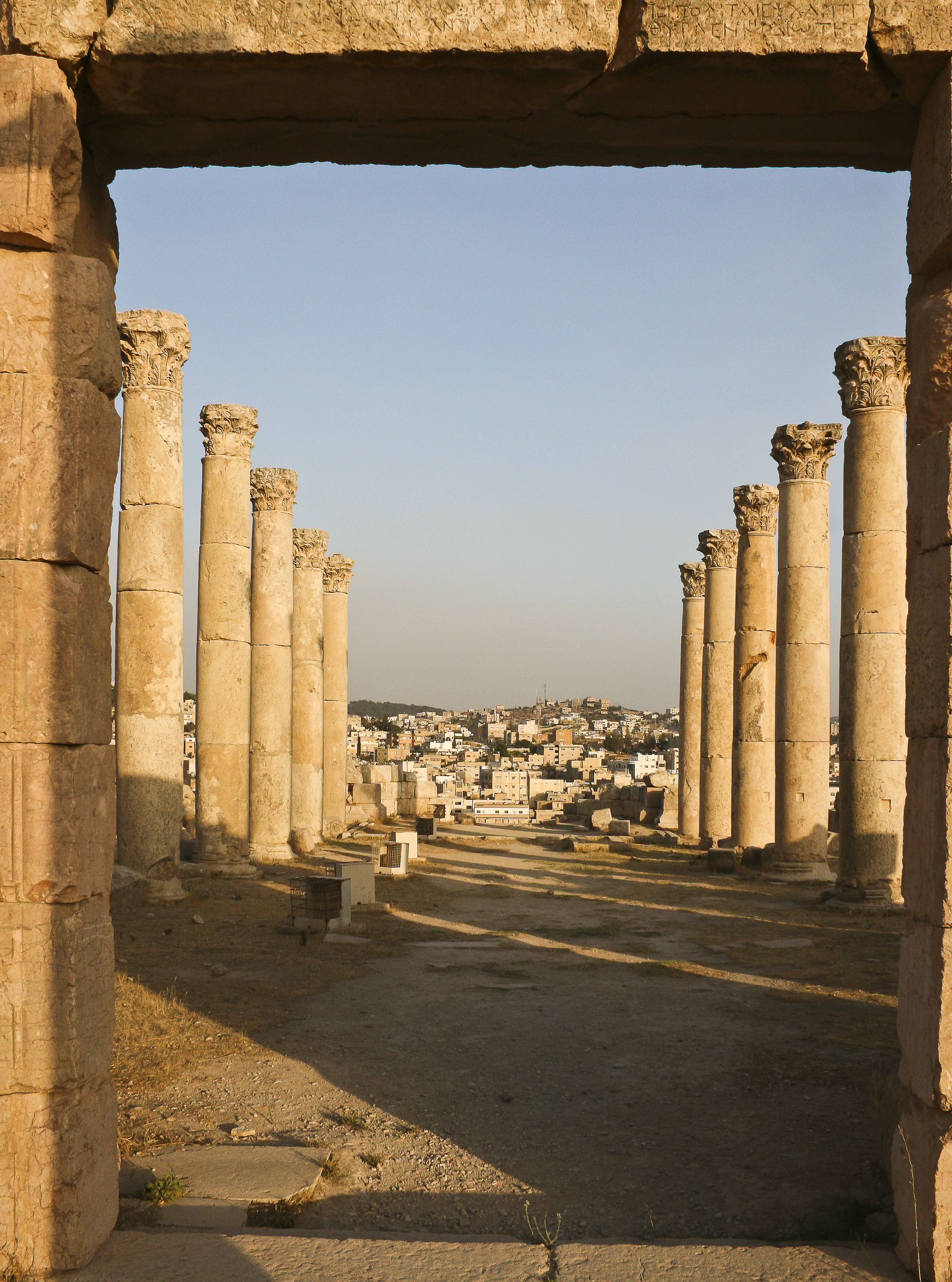
Cardo maximus.
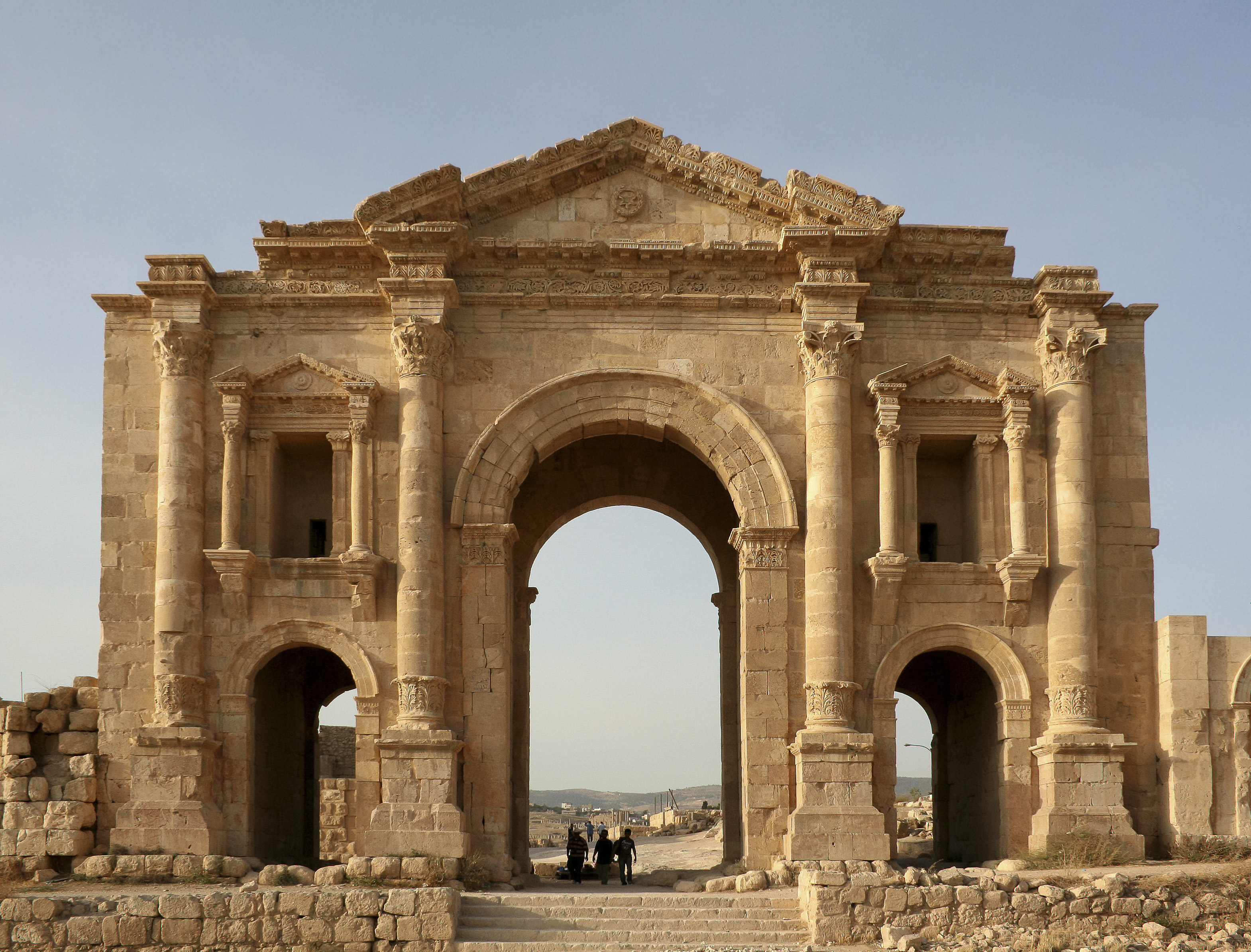
Arco de Adriano
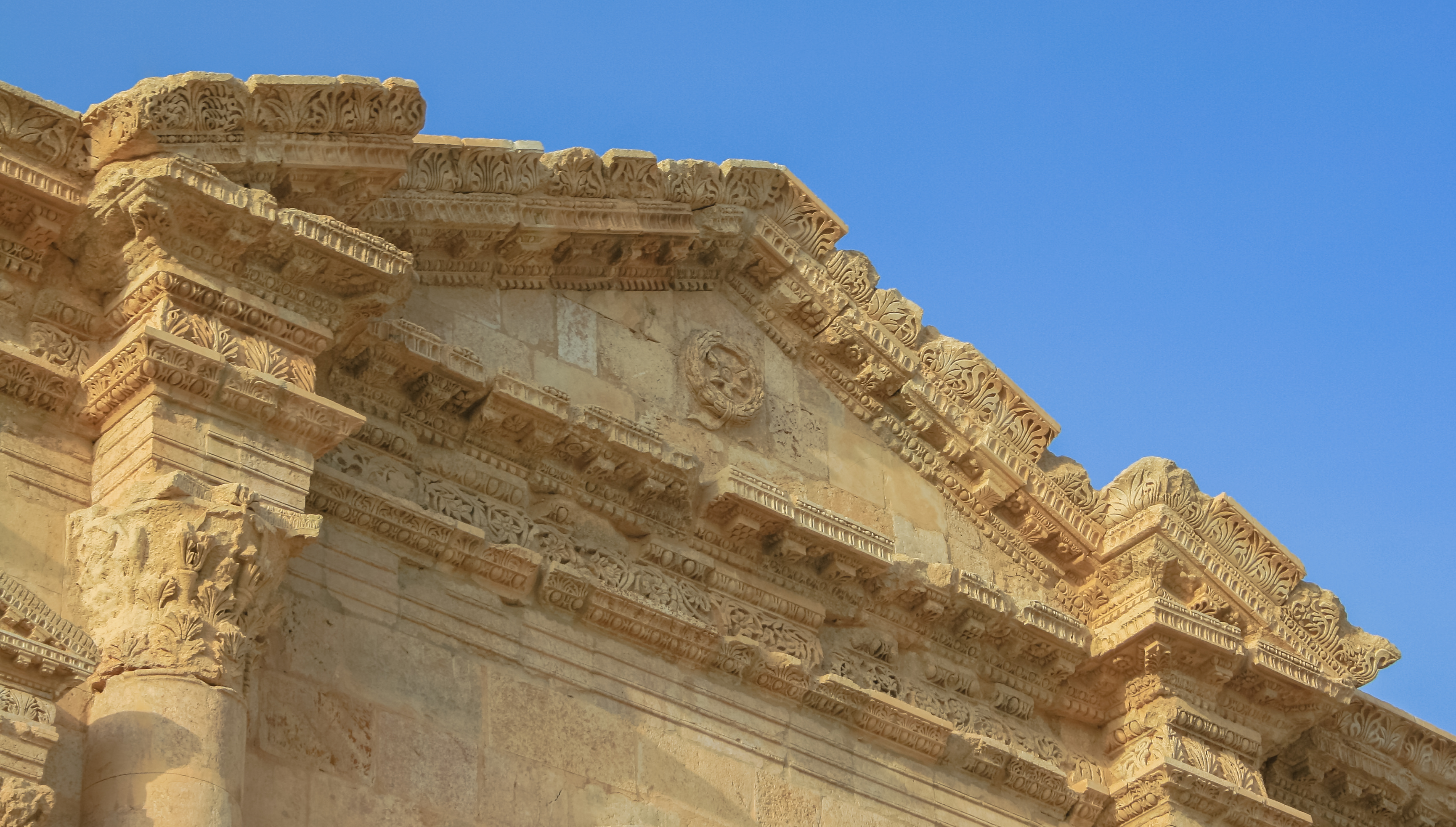
Pórtico del Arco de Adrián.
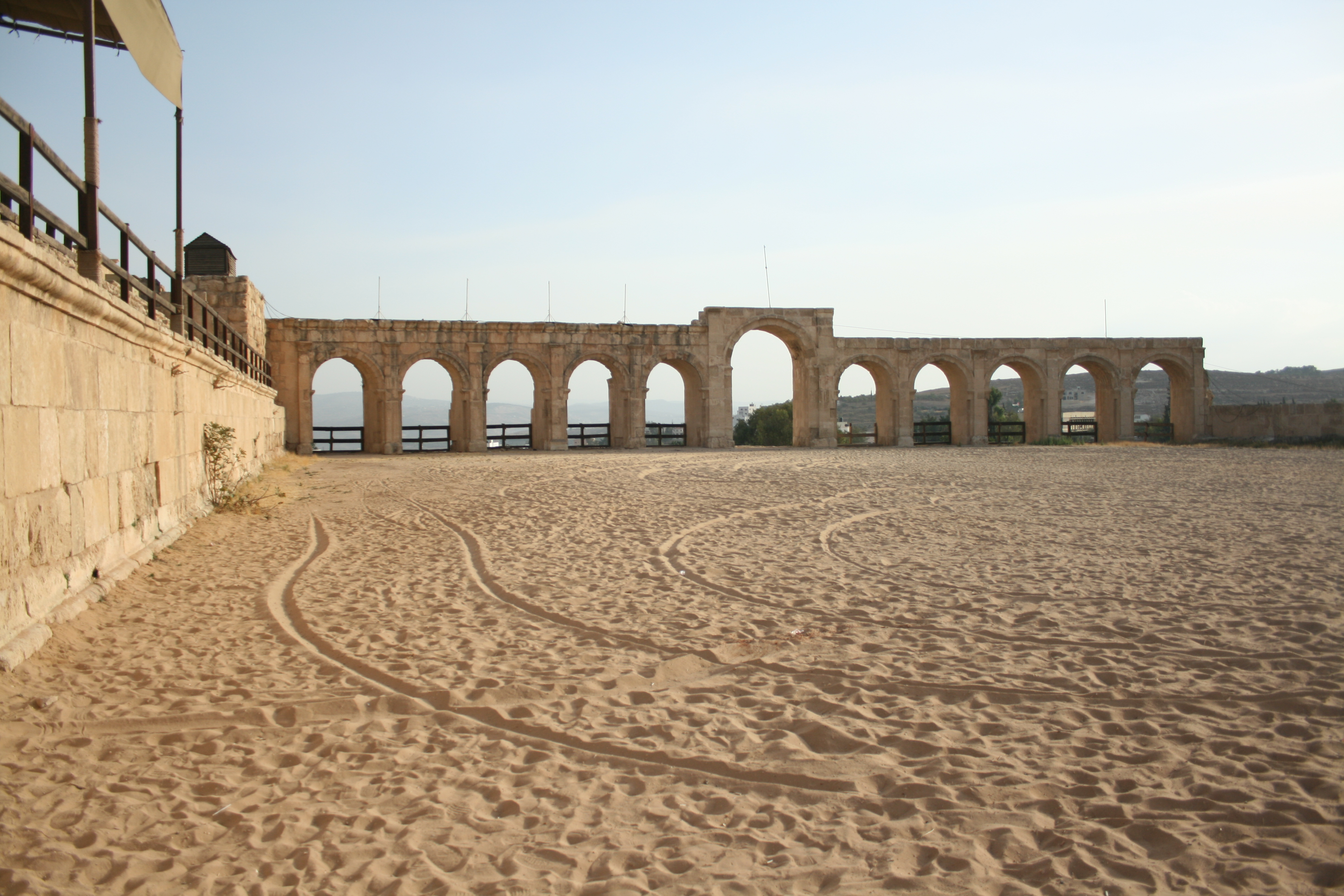
Hipódromo.
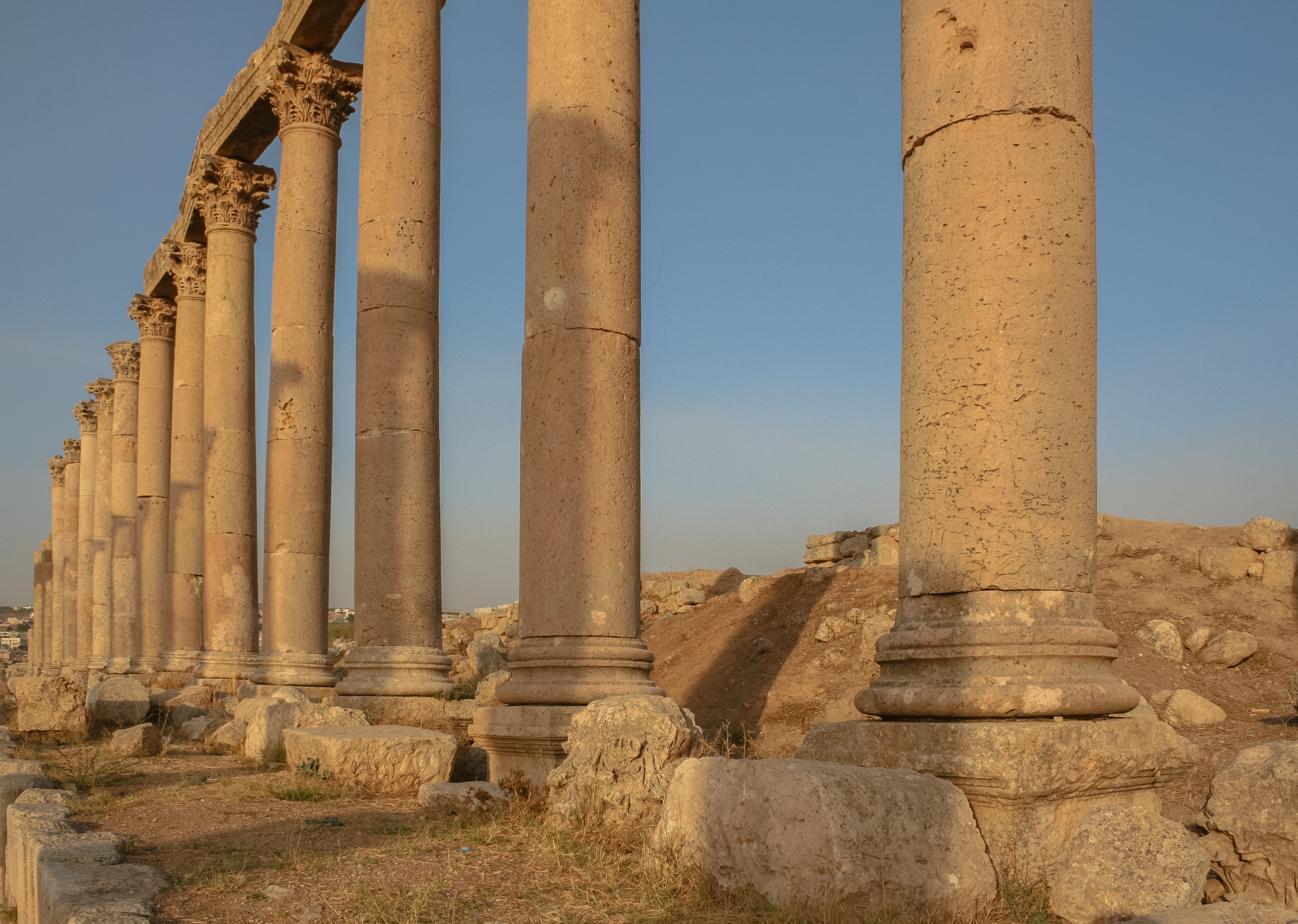
Macellum.
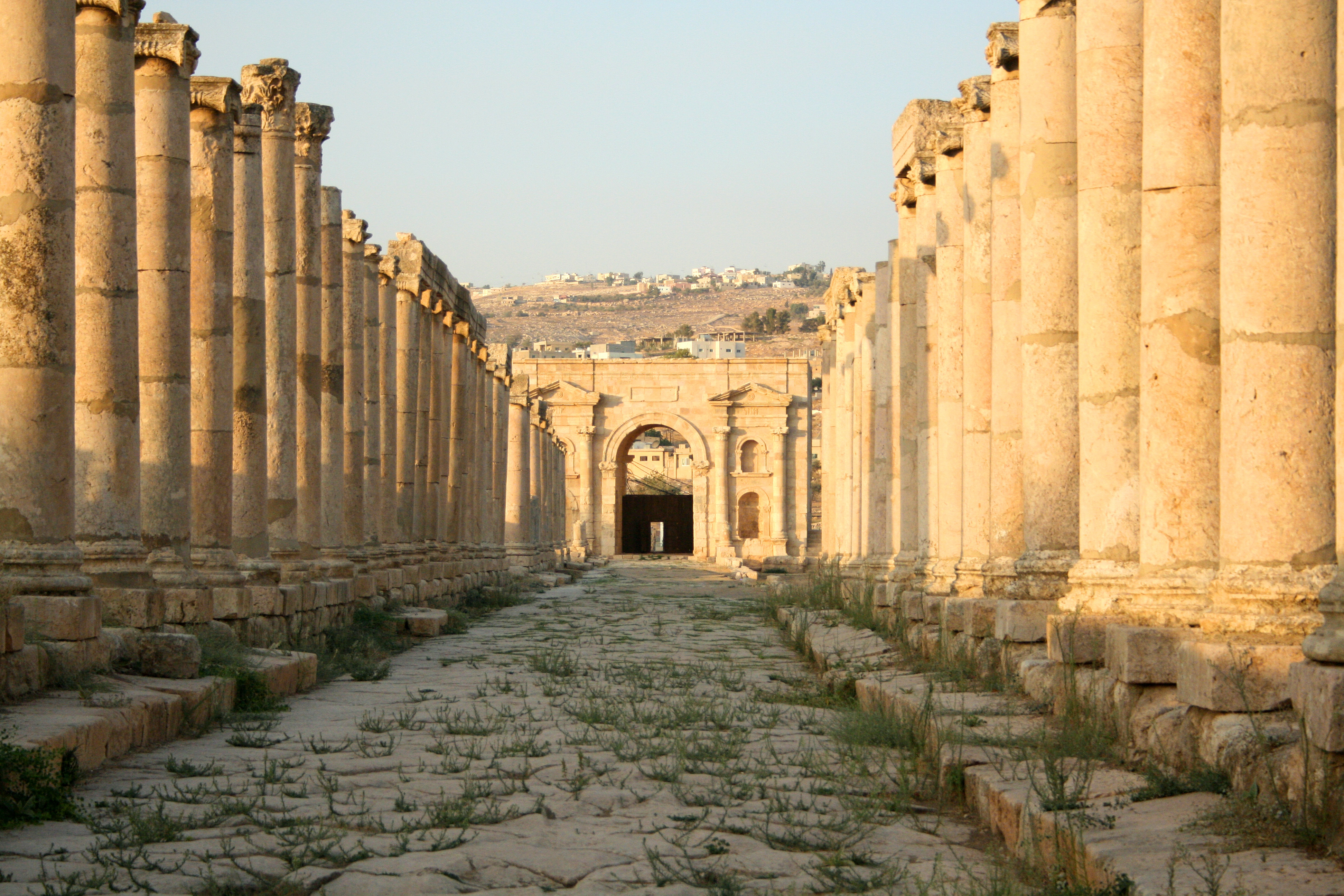
Puerta Norte.
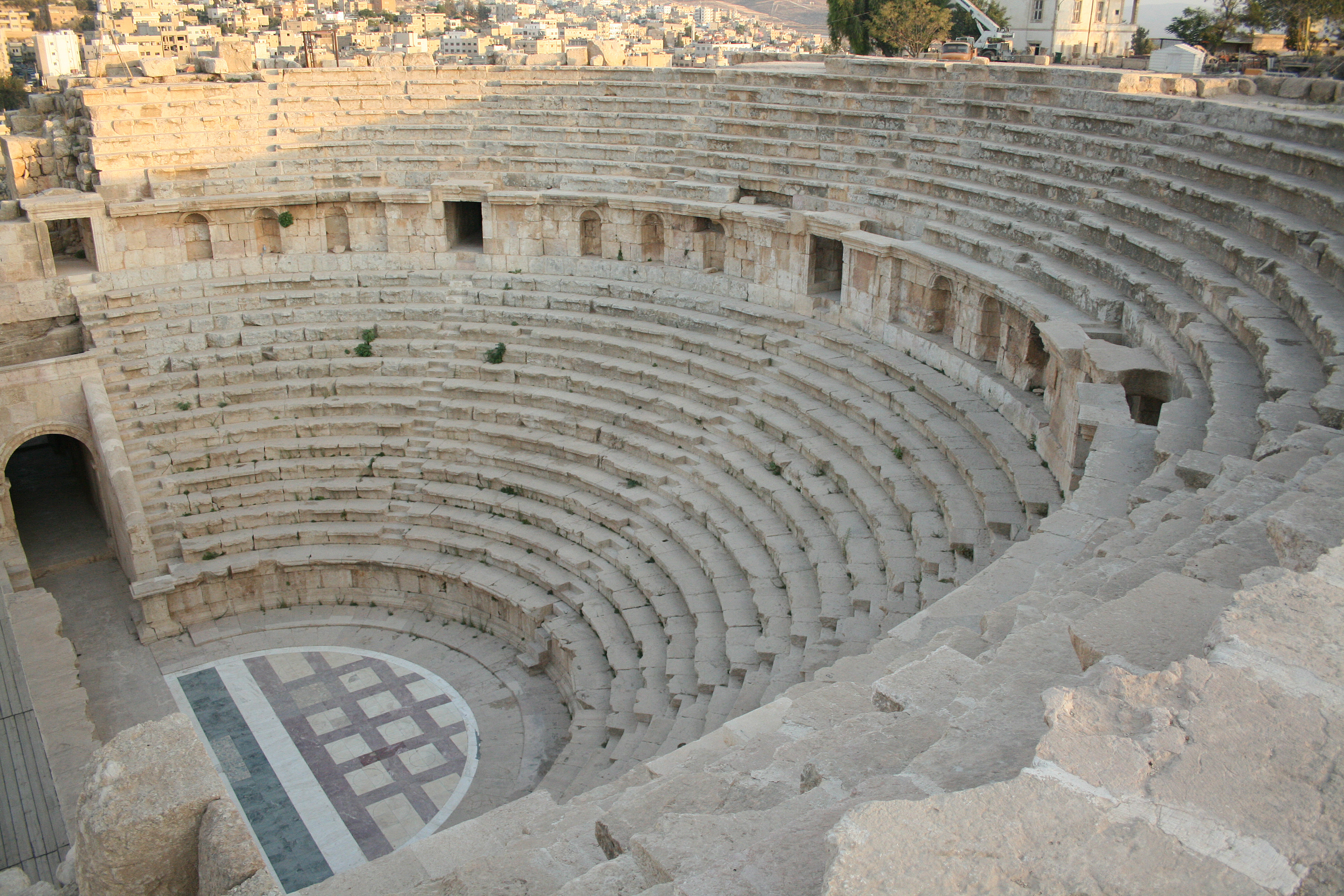
Teatro Norte.
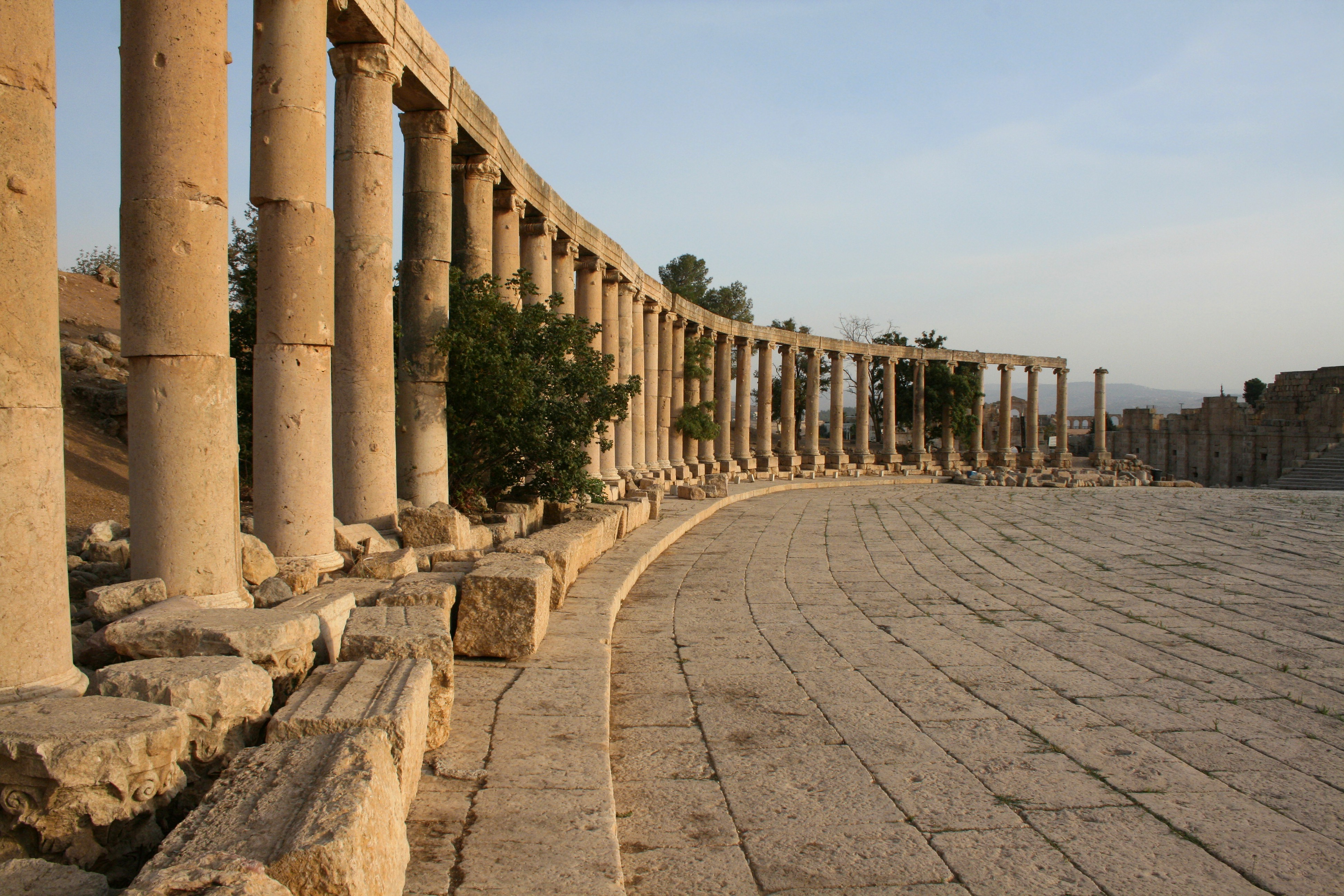
Óvalo.
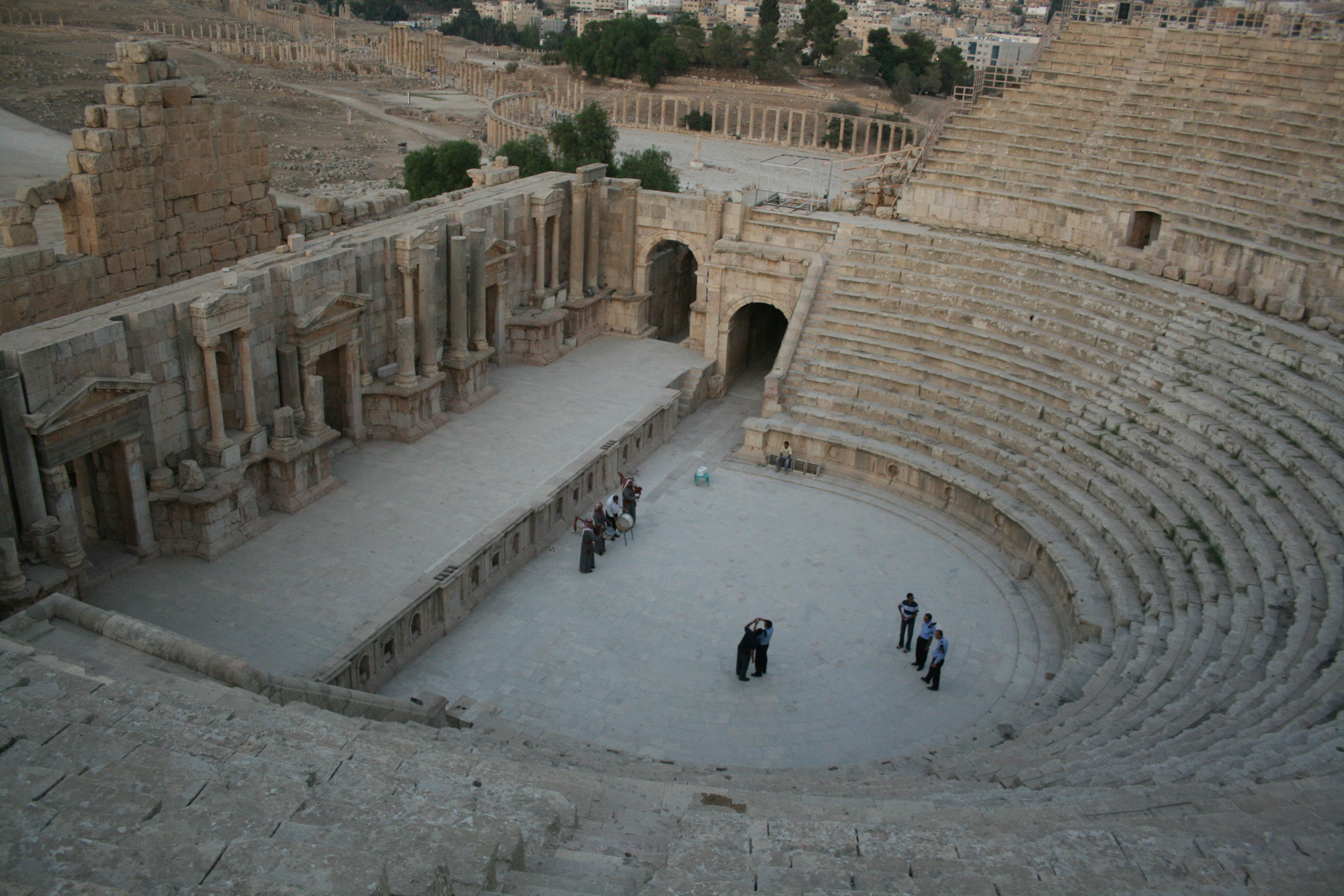
Teatro Sur.
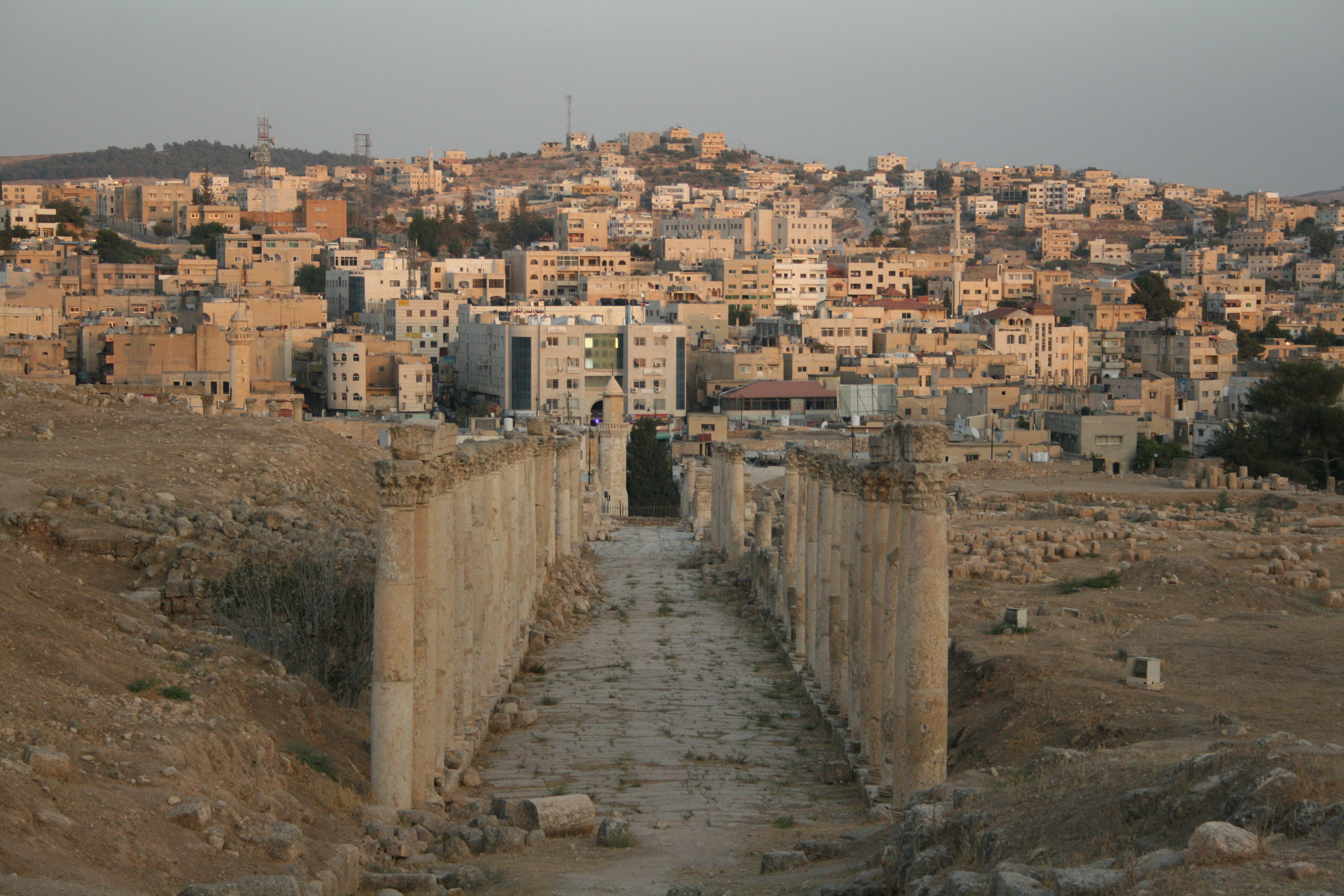
Tres iglesias.
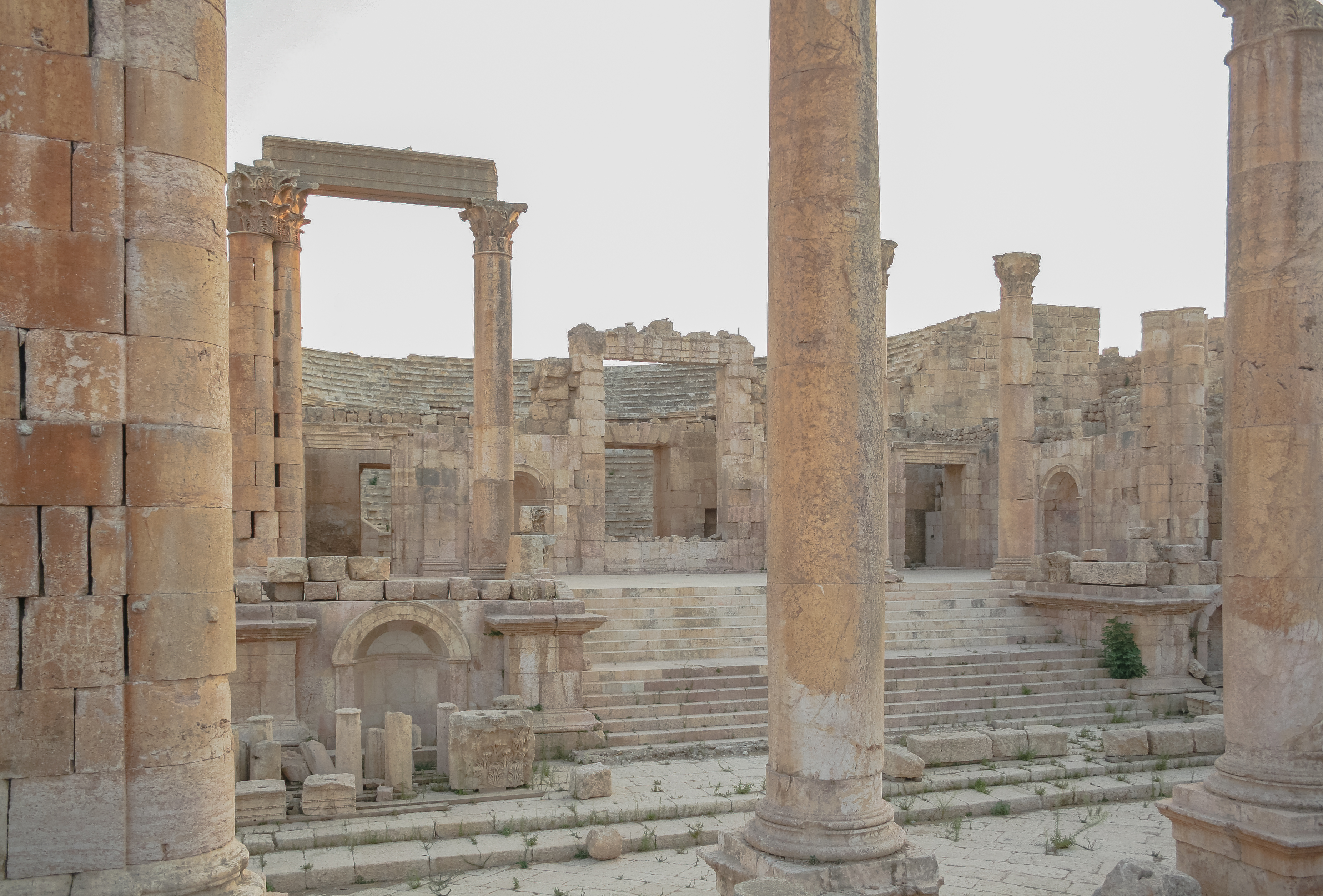
North Theatre detrás de North Decumanus